# Культурный диссонанс
Культурный диссонанс — это неприятное ощущение разлада, дисгармонии, смятения, или конфликта, переживаемое людьми в самый разгар перемен в своей культурной среде. Эти изменения зачастую неожиданные, необъяснимые или непонятны из-за различных типов культурной динамики.
Исследования культурного диссонанса охватывают широкий социокультурный спектр анализа, который затрагивает экономику, политику, ценности, стили обучения, культурные факторы, такие как язык, традиции, национальности, культурное наследие, история культуры, образовательные форматы, дизайн классных комнат и даже социально-культурные проблемы, такие как этноцентризм, расизм и их исторические последствия в культурах.

## Исследования
Темы исследований культурного диссонанса, как правило, являются мозаикой, состоящей из широкого спектра дисциплин и применения полученных результатов в разных областях и отраслях.
Эдвард Джей Хедикан написал статью на кафедру социологии и антропологии в University of Guelph, Ontario. В ней он отметил снижение давления в прививании чужой культуры, которое оказывает разрушительное воздействие на исконное чувство собственного достоинства и индивидуальности. Он предложил «…развитие межэтнического общения или развитие этнополитики компетенций сообщества. Это, в свою очередь, приведёт к возрастанию естественного контроля над образовательными, экономическими, и политическими институтами, снижению культурного диссонанса, и более положительной врождённой индивидуальности».

## Образование
Уинифред Луиза Макдональд отмечает, что культурный диссонанс может препятствовать социально-культурной адаптации.
Научно-образовательный консультант Сьюзан Блэк написала статью в American School Board Journal, который относится к National School Board Association, в которой кратко изложены действия, рекомендуемые некоторыми исследователями культурного диссонанса, встречающегося в образовании. Рекомендации для преподавателей включают:
1. признать этноцентризм;
2. иметь представление о культурном наследии студентов;
3. обладать знаниями о социальных, экономических и политических проблемах и ценностях в различных культурах;
4. принять тот факт, что всех студентов можно обучить;
5. создать позитивную атмосферу доверия, где все студенты осознают, что их труд будет оценён.

Другие выводы включают в себя:
- Женева Гей (Университет Вашингтона в Сиэтле, штат Вашингтон) предположила, что различия могут привести к столкновению культур;
- Исследователи из Северо-Западной региональной учебной лаборатории отмечают, что многие практические примеры отражают, как культурно-ориентированные занятия улучшают поведение и достижения студентов.[2]

## Второе поколение иммигрантов
В своей книге Дети миграции Карола и Марчело Суарес-Ороско рассматривают диссонанс и то как он относится к Латиноамериканцам в Соединённых Штатах. Суарес Ороско определил, что второе поколение латиноамериканцев сталкивается с более острой формой культурного диссонанса, чем их родители. Они так же отмечают, что некоторые представители второго поколения так же сталкиваются с особыми сложностями, которые приводят к «трём общим закономерностям адаптации».
1) Попытка объединить две культурные традиции;
2) Преподносить себя как члена доминирующей группы;
3) Развитие процесса защиты индивидуальности, например как членство в банде.

## Беженцы войны
Суарес-Ороско сравнивал опыт эмигрантов из Кубы, воссоединённых с членами семьи, с опытом"…отчуждённых беженцев из разорённых войной стран Центральной Америки…", так как посредством проблем адаптации они пришли к выводу, что Центральным американцам пришлось иметь дело с более сильным культурным диссонансом, чем кубинцам.

## Кросс-культурный диссонанс
Он возникает в семьях иммигрантов, так как дети приспосабливаются к доминирующей культуре США гораздо быстрей, чем их родители. Эти молодые люди изучают тонкие нюансы английского языка в школе, и многие начинают перенимать Западные ценности, такие как свобода и частные права, выразительность и эмоциональное соответствие. Эти ценности могут быть противоположными своему собственному культурному наследию. Например, традиционные конфуцианские ценности семейных обязанностей и долга, уважение и эмоциональная сдержанность в семьях Восточной Азии могут противоречить ценностям, таким как индивидуализм и напористость которые присутствуют в Западном обществе.